# 植物园站 (西安市)
植物园站位于中华人民共和国陕西省西安市雁塔区南三环与公园南路、花朝路交叉口，是西安地铁8号线的地铁车站。

## 车站结构
植物园站为地下二层岛式站台车站，车站全长248.75米，采用了PBA暗挖工法。
| -                 | 花朝路辅路 | 接驳电梯出入口                                                                                    |
| 地面              | 出入口     | A1、A2、C出入口、接驳电梯出入口                                                                   |
| 地下一层          | 站厅       | 智能客服中心、自动售票机、长安通自助机                                                            |
| 地下二层          | 站台       | \| \| \| █ 8号线内环（缪家寨） \| \| 島式 · 開左邊车门 \| \| \| \| \| \| █ 8号线外环（马腾空） \| |
|                   |            | █ 8号线内环（缪家寨）                                                                             |
| 島式 · 開左邊车门 |            |                                                                                                   |
|                   |            | █ 8号线外环（马腾空）                                                                             |

## 公共艺术
本站是8号线8座特色站之一。植物园站提取植物园树荫形态，呈现“一树一花一世界，一站一景塑新园”的设计概念，依托三联拱的结构型式，以“绿树成荫、树影繁花”为设计主题，提取生态自然绿色为主旋律，营造苍翠挺拔，满眼绿意的林木葱郁空间效果，让乘客从车马喧嚣中感悟回归生态自然。同时，本站的指示牌也特地使用白底黑字的样式，以契合整体装潢风格。

## 出入口
本站设有3个出入口，此外在C出口旁还设有三部接驳电梯通往上层的花朝路辅路，并可借其去往西安植物园，在此之前去往植物园需要绕行约1.6公里才能到达。
|            |            |                                          |      |
| 编号       | 设施       | 指示                                     | 图片 |
| A1         | 无障碍电梯 | 公园南路（西）、南三环（北）、黄渠头三路 |      |
| A2         | 无障碍电梯 | 公园南路（东）、南三环（北）             |      |
| C          |            | 南三环（南）、花朝路、西安植物园         |      |
| 无障碍电梯 |            |                                          |      |

## 历史
本站在建设时称作新植物园站。
- 2020年6月18日，车站开工[5]。
- 2024年12月26日，车站随8号线通车启用[6]。
- 2025年6月18日，接驳电梯开通[7]。